# Pascal Bodmer
Pour les articles homonymes, voir Bodmer.
Pascal Bodmer, né le 4 janvier 1991 à Balingen est un sauteur à ski allemand.

## Biographie
Bodmer, qui a commencé le saut à ski à l'âge de cinq ans à Meßstetten, est engagé dans les compétitions de la FIS depuis la saison 2003-2004.
Il fait ses débuts en Coupe du monde lors de la saison 2006-2007 à Titisee-Neustadt, juste avant de marquer ses premiers points à Klingenthal (29e). Malgré son statut d'espoir allemand, il est figure seulement à cinq reprises dans le top trente en Coupe du monde en trois saisons.
Il gagne la médaille d'or aux Championnats du monde junior 2008 sur le concours par équipes. À l'été 2008, il est victorieux pour la première (et seule) fois dans la Coupe continentale à Velenje. Aux Championnats du monde junior 2009, il est quatrième en individuel et médaillé d'argent par équipes.
Alors que son meilleur résultat est jusque là 19e, il fait taire ses détracteurs en se hissant sur la deuxième marche du podium du concours d'ouverture de la saison de coupe du monde 2009-2010 (alors âgé de 18 ans) à Ruka, grâce au plus long saut du jour (141 mètres), le lendemain d'une deuxième place sur une épreuve par équipes et devient donc le premier Allemand dans le top trois à ce niveau depuis Michael Uhrmann en février 2007. Cet hiver, il prend part aux Jeux olympiques à Vancouver, se classant 31e au petit tremplin. Le mois même, il remporte une compétition par équipes disputée à Willingen, son seul succès en Coupe du monde.
En 2011, il est sélectionné pour ses uniques championnats du monde lors de l'édition d'Oslo. Entre 2009 et 2011, il a accumulé sux résultats dans le top dix en Coupe du monde, mais après 2011, année où il chute en compétition à Planica qui lui cause une dislocation de l'épaule, il doit se contenter de participations à la Coupe continentale et la Coupe FIS (une victoire en 2012 à Baiersbronn).
Il prend sa retraite sportive en 2015.

## Palmarès

### Jeux olympiques
| Épreuve / Édition | Vancouver 2010 |
| Petit tremplin    | 31e            |

### Championnats du monde
| Épreuve / Édition | Oslo 2011 |
| Petit tremplin    | 44e       |

### Coupe du monde
- Meilleur classement général : 19e en 2010.
- 1 podium individuel : 1 deuxième place.
- 2 podiums par équipes, dont 1 victoire.

#### Différents classements en Coupe du monde
| Année     | Classement général final |
| 2006-2007 | 88e                      |
| 2008-2009 | 55e                      |
| 2009-2010 | 19e                      |
| 2010-2011 | 33e                      |

### Championnats du monde junior
- Médaille d'or à la compétition par équipes en 2008 à Zakopane.
- Médaille d'argent à la compétition par équipes en 2009 à Štrbské Pleso.
- Médaille d'argent à la compétition par équipes en 2010 à Hinterzarten.

### Coupe continentale
- 4 podiums, dont 1 victoire.